# Thuidium persistens
Thuidium persistens là một loài Rêu trong họ Thuidiaceae. Loài này được (Müll. Hal.) Kindb. miêu tả khoa học đầu tiên năm 1891.